# Line Frandsen
Line Toftgaard Frandsen (født 9. maj 1999 i Tarm) er en dansk håndboldspiller, der spiller højre back for Bjerringbro FH i Damehåndboldligaen. Hun har tidligere spillet flere sæsoner for TTH Holstebro og ungdomshåndbold i selvsamme klub.
I april 2020 skrev hun under på en kontrakt med en af 1. divisions tophold, Bjerringbro FH, med hvem hun også oprykkede med i 2023.